# Senecio trifurcifolius
Senecio trifurcifolius là một loài thực vật có hoa trong họ Cúc. Loài này được Hieron. miêu tả khoa học đầu tiên năm 1895.